# Kunstleria philippensis
Kunstleria philippensis là một loài thực vật có hoa trong họ Đậu. Loài này được Merr. mô tả khoa học đầu tiên.